# جورج موريسون
جورج موريسون (بالإنجليزية: George Morrison)‏ هو سياسي بريطاني وبريطاني (وحمل سابقاً جنسية المملكة المتحدة لبريطانيا العظمى وأيرلندا)، ولد في 30 أكتوبر 1869، وتوفي في 8 سبتمبر 1956. حزبياً، نشط في الحزب الليبرالي. وقد في الانتخابات الفرعية في مجلس العموم البريطاني ‏، انتخب عضو برلمان المملكة المتحدة الـ36 عن دائرة Combined Scottish Universities (UK Parliament constituency) ‏ (12 مارس 1934 – 25 أكتوبر 1935) وفي الانتخابات العامة في المملكة المتحدة 1935 ‏، انتخب عضو برلمان المملكة المتحدة الـ37 عن دائرة Combined Scottish Universities (UK Parliament constituency) ‏ (14 نوفمبر 1935 – 6 مارس 1945).